# 新光商事
新光商事株式会社（しんこうしょうじ、英: Shinko Shoji Co.,Ltd.）は、東京都品川区に本社を置く電子部品、電子機器を取り扱うエレクトロニクス商社。

## 沿革
出典:
- 1953年 - 東京都中央区日本橋江戸橋二丁目11番地に資本金25万円にて株式会社組織として設立。
- 1977年 - 資本金を1億円に増資。
- 1983年 - 東京証券取引所市場第2部に上場。資本金を31億6,000万円に増資。
- 1984年 - 資本金を73億1,480万円に増資。
- 1990年 - 東京証券取引所市場第1部に指定替え。
- 1995年 - ノバラックスジャパン株式会社を設立。
- 1997年 - 新光商事エルエスアイデザインセンター株式会社を設立。
- 2001年 - ISO14001を物流部で認証取得。
- 2002年 - ISO14001を全事業所で認証取得。
- 2004年 - ISO9001を物流部で認証取得。
- 2007年
  - 本社を東京都品川区大崎へ移転。
  - NT販売株式会社の株式譲受による連結子会社化。
  - 資本金を95億193万円に増資。
- 2022年 - 東京証券取引所の市場区分の見直しにより市場第一部からプライム市場に移行。

## 事業内容
集積回路・半導体素子等の電子部品、アッセンブリ製品及び電子機器の販売、ソフトウェアの開発、これらに関連する輸出入業務並びにこれらに付帯する事業。

## 事業所
出典:
国内
- 本社（東京都品川区）
- 仙台支店、長岡支店、宇都宮支店、埼玉支店、甲府支店、松本支店、浜松支店、名古屋支店、大阪支店、広島支店
- 福岡営業所
- 川崎物流センター、塩尻物流センター

海外
- 中国：香港、深圳、上海、大連、天津、蘇州
- 台湾、シンガポール、マレーシア、タイ、アメリカ、ドイツ、インド：デリー、チェナイ、プネー

## 連結子会社
出典:
- NOVALUX HONG KONG ELECTRONICS LIMITED
- SHINKO(PTE)LTD.
- ノバラックスジャパン株式会社
- NT販売株式会社
- 新光商事エルエスアイデザインセンター株式会社